# 黑山龍屬
黑山龍屬是甲龍亞目恐龍的一屬，化石被發現於中國甘肅省嘉峪關，並以鄰近的黑山為名。黑山龍最初在1953年被描述、命名時，被認為是屬於厚頭龍下目，但牠可能屬於甲龍科。牠的化石可以追溯至上白堊紀坎帕期至馬斯垂克期，但相當不全，故被認為是疑名。模式種是腫頭黑山龍（H. pachycephalus）。
黑山龍的化石保存狀態差、化石破碎，包括了一些保存較差的頭蓋及顱後骨骼碎片，並一些背部甲板。這些化石都是在中國甘肅近黑山的欽縣組發現。
在2009年的一個甲龍科重新研究，認為化石發現於中國甘肅省的黑山龍，可能是谷氏繪龍的次異名。